# Som (munt)
De som is de munteenheid van de Centraal-Aziatische republieken Kirgizië (Kirgizische som) en Oezbekistan (Oezbeekse sum).
Het woord som betekent in veel Turkse talen ‘puur’, en op deze munten wordt het toegepast in de betekenis van ‘puur goud’. In feite heeft de naam van de somoni (valuta van Tadzjikistan) ook dezelfde oorsprong.
De Sovjetroebel werd som genoemd in de socialistische sovjetrepublieken Kazachstan, Kirgizië en Oezbekistan.